# Eraserhead
Eraserhead (dt. „Radiergummikopf“) ist ein US-amerikanischer Spielfilm aus dem Jahre 1977. Regie führte David Lynch, der auch das Drehbuch schrieb und zudem als Produzent und Filmeditor fungierte. Der Film wird den Genres Horrorfilm, phantastischer, surrealistischer sowie Punk- und Science-Fiction-Film zugeordnet und weist darüber hinaus Body-Horror-Elemente auf. Eraserhead wird auch als „completely sui generis“ bezeichnet, d. h. als Film, der ganz für sich steht und zu keinem spezifischen Genre passt.
Erzählt wird die Geschichte von Henry Spencers Vaterschaft, die ihn physisch wie psychisch belastet. Als das Baby stirbt, lösen sich Henrys Probleme, aber damit auch er selbst auf.
Nach anfänglich negativen Bewertungen wurde der Film in seiner späteren Rezeption Mitte der 1980er und Anfang der 1990er Jahre überwiegend positiv aufgenommen und avancierte zum Kultfilm, was sich unter anderem in der Aufnahme in das National Film Registry List 2004 widerspiegelt.

## Handlung
In einer trostlosen Gegend mit flackernden Lichtern, undichten Rohren und ruinenartigen Gebäuden, in der die Natur vollständig durch die Industrie ersetzt wurde, ist außer dem aggressiv pfeifenden Wind und mechanischem Brummen laufender Maschinen und elektrischer Geräte nichts weiter zu hören.
Der schüchterne, naive Drucker Henry Spencer wird von den Eltern seiner Ex-Freundin Mary zum Essen eingeladen und erfährt dort, dass diese nach einer äußerst kurzen Schwangerschaft ein Baby zur Welt gebracht hat. Auf Druck der Eltern kümmern sich Henry und Mary gemeinsam um das missgebildete Kind, wobei Mary letztlich aus Verzweiflung und Überforderung aufgibt und Henry mit dem Baby allein lässt. Als das Kind krank wird und Henrys Leben sowohl im Traum als auch in der Realität vollkommen einnimmt, greift er zum letzten Mittel, das ihm einfällt: Er tötet das Wesen, indem er ihm mit einer Schere eines der Organe zerschneidet, die nach Entfernen der Bandagen offen aus seinem Körper hervortreten.
Während des Films betrachtet Henry mehrmals eine offenbar halluzinierte, deformierte Blondine mit außergewöhnlich großen, kugelförmigen Wangen auf einer Bühne hinter seinem Heizkörper. Abwechselnd kann er sie tanzend oder singend beobachten. In einer Sequenz fallen Föten auf die Bühne, welche im Körperbau identisch mit seinem missgebildeten Baby sind. Die Blondine zertritt sie. Als Henry versucht, sich der Frau zu nähern, verschwindet sie abrupt von der Bühne, woraufhin dem verunsicherten Henry der Kopf von den Schultern fällt. Letzterer versinkt in einer Blutlache, die aus einem Baum herausläuft, und wird in der nächsten Szene in einer Fabrik zu Radiergummispitzen für Bleistifte (eng. Eraserhead) verarbeitet.
Weitere Handlungsstränge zeigen Henry, wie er eine Affäre mit seiner Nachbarin eingeht, und einen verwesenden, die Szenerie betrachtenden Mann, der Hebel bedient. Er scheint sich auf einem anderen Planeten zu befinden.

## Entstehungsgeschichte

### Skript
Eraserhead hat einen langen und wirren Entstehungsprozess hinter sich. 1970 bewarb sich der junge David Lynch für einen Studienplatz am Center for Advanced Film Studies des American Film Institute (AFI) in Los Angeles. Einreichen musste er dafür eine abgeschlossene Arbeit und eine Idee zu einem Drehbuch. The Grandmother war der fertige Film und Gardenback das Drehbuchprojekt, das Lynch nach seiner Annahme zu einem 45-seitigen Skript ausarbeitete. Lynch wurde von seinem Mitstudenten Caleb Deschanel auf einen Produzenten von 20th Century-Fox aufmerksam gemacht, der sich für dessen Filmprojekt Gardenback interessierte. Er war bereit, Lynchs Projekt mit 50.000 US-Dollar unter der Bedingung zu unterstützen, dass das Skript zu 110 Seiten ausgearbeitet werde, damit ein richtiger Spielfilm zustande kommen könne. Lynch, der sich mit dieser Idee überhaupt nicht anfreunden konnte, lehnte nach einigen Bearbeitungsversuchen frustriert ab. Nach und nach verlor er die Begeisterung für seine Horror-Ehebruchgeschichte und erklärte dem AFI, er wolle stattdessen ein Projekt mit dem Titel Eraserhead realisieren. Inspiration fand er dabei unter anderem bei Franz Kafkas Die Verwandlung (1915) und Nikolai Gogols Kurzgeschichte Die Nase (1836). „Unter dem Druck von Gardenback schlich ich mich manchmal davon und machte mir Notizen für Eraserhead. Denn mir kamen Ideen, von denen ich wusste, dass sie für Gardenback nicht funktionieren würden, die ich aber trotzdem ziemlich aufregend fand. […] Und auf einmal fand ich Eraserhead viel interessanter“, so Lynch. Die Verantwortlichen des AFI bewilligten das neue Projekt.
Das Drehbuch zu Eraserhead war 21 Seiten lang. Da man bei der AFI aus Erfahrung pro Drehbuchseite eine Filmminute kalkulierte, ging man davon aus, dass der Film etwa 21 Minuten dauern werde. Einen Langfilm war man nicht bereit zu finanzieren, denn kurz zuvor war ein solches Großprojekt gescheitert. Nun hatte Lynch aber einen äußerst komprimierten Schreibstil und wollte viele Szenen erst beim Dreh entwickeln. Er erwähnte deshalb, dass der Film länger dauern würde. Man einigte sich auf 42 Minuten, Schwarzweiß und 35 mm. Ihm wurde außerdem ein 10.000 US-Dollar-Budget zur Verfügung gestellt.

### Vorproduktion

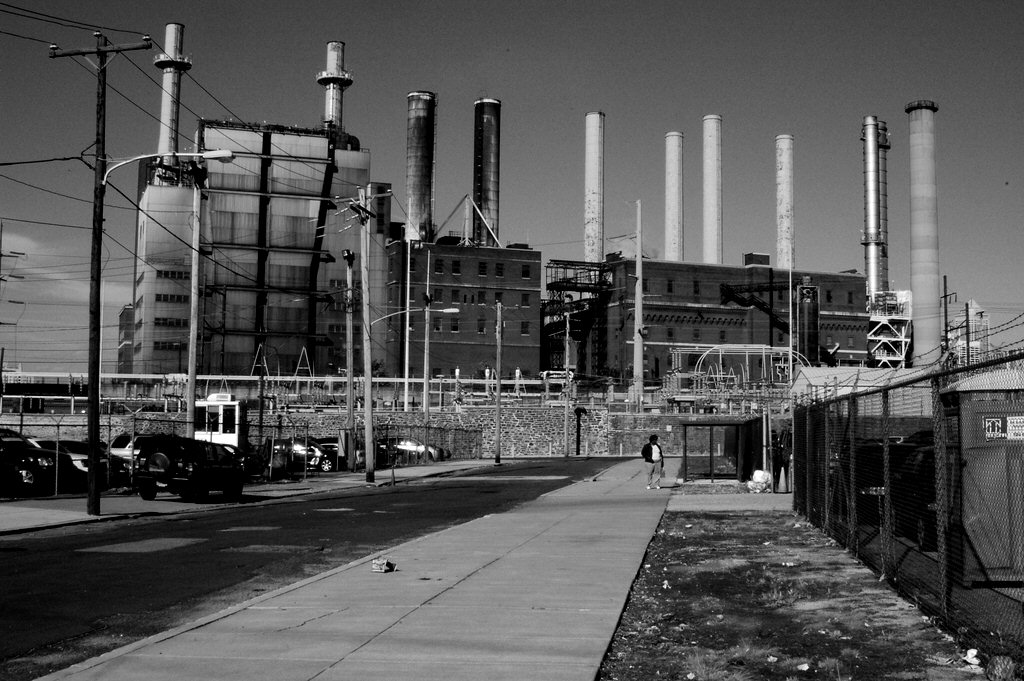
Philadelphias Industrielandschaft hat Eraserhead stark beeinflusst.

Anfang 1972 begannen schließlich die Vorbereitungen zum Dreh. Zum Filmteam gehörten der Sounddesigner Alan Splet, Produktionsleiterin Doreen G. Small und Kameramann Herbert Cardwell. Um Musik, Dekor, Szenenbild und Schnitt wollte sich Lynch selbst kümmern. Seine Freunde Jack Nance und Jack Fisk konnte er für die Rollen des Henry Spencer bzw. des The Man in the Planet gewinnen. Lynch baute zusammen mit seinem Bruder John und seinem Freund Alan Splet die Filmkulissen. Sie hatten einige kleine Räume und einen riesigen Speicher zur Verfügung. Vor allem diente später der Speicher als Drehort, dort errichtete man auch die meisten Dekorationen. Für 100 US-Dollar kauften sie „einer Filmfirma, die Konkurs angemeldet hatte, einen Posten Zwischenwände ab, die sie immer wieder neu verwendeten“. Im Schnitt durfte eine Dekoration nicht mehr als 30 US-Dollar kosten, um das Produktionsbudget nicht zu übersteigen. Eine der größten Herausforderungen wurde dabei die Kreation des monströs missgebildeten Babys. Im Film liegt es die meiste Zeit auf einer Kommode in Henrys Apartment herum. Es ist in Mullbinden gewickelt und sieht etwa so aus wie ein Kalbsfötus. Wie dieser „heimliche Star von Eraserhead“ zustande gekommen ist, wird von Lynch und seiner Crew bis heute verschwiegen, denn wenn man das Geheimnis rund um die Entstehung des Babys lüften würde, sei nach Lynchs Meinung der Film ruiniert. Es wird spekuliert, dass Lynch extra eine Katze seziert und von einem Freund aus dem Krankenhaus gelieferte menschliche Nabelschnüre verwendet habe.
Beeinflusst wurde Lynch während des Drehbuchschreibens und der Drehvorbereitungen auch von persönlichen Erlebnissen. Der Regisseur hatte von 1966 bis 1970 in der US-amerikanischen Ostküstenstadt Philadelphia gelebt und gemeint, ohne seine Erfahrung des dortigen urbanen Alptraumes wäre der Film nicht denkbar gewesen. Dieser industrielle und maschinelle Einfluss ist im fertigen Film omnipräsent. Außerdem hatte Lynch die Geburt seiner Tochter Jennifer 1968 tief geprägt: Sie war mit verformten Füßen, mit so genannten Klumpfüßen auf die Welt gekommen. Eine im monströsen Baby verarbeitete Erfahrung? Lynch auf die Frage: „Klar, da der Mensch lebt und Dinge in seiner Umgebung wahrnimmt, kommen ihm Ideen. Aber dann müßte es 100 Millionen Eraserhead-Stories geben. Jeder, der ein Kind hat, macht Eraserhead? Das ist lächerlich! Das ist doch nicht alles. Da kommen Millionen Dinge zusammen. Jede Familie hat eine andere Art, sich mit sich und den Problemen auseinanderzusetzen.“
Jennifer Lynch erklärte in einem Interview, dass die Familiengründung für ihren Vater damals ein „wahrgewordener Alptraum“ gewesen sei. Lynchs Film kann somit auch als Verarbeitung seiner Vaterschaft und seines Familienlebens gesehen werden.

### Dreharbeiten und Nachproduktion
Kurz vor Drehbeginn am 29. Mai führte Lynch der gesamten Filmcrew Sunset Boulevard (1950) von Billy Wilder vor, um das „Schwarzweißerlebnis einer bestimmten Atmosphäre“ zu zeigen, das für Eraserhead ausschlaggebend sein sollte. Lynch schätzte die Dauer auf rund sechs Wochen, doch auch nach einem Jahr war noch nicht Schluss mit den Dreharbeiten. Nach neun Monaten Drehzeit musste Kameramann Cardwell aus finanziellen Gründen die Produktion verlassen. Er wurde durch Frederick Elmes ersetzt. Gefilmt wurde ausschließlich nachts. Lynch dazu: „Abends waren alle [Leute] weg. Und es war ein Nachtfilm. Die Atmosphäre stimmte, das ist das Entscheidende.“
Die Produktionsbedingungen stellten sich als äußerst schwierig heraus. Als das Geld vom AFI aufgebraucht war, wollte man Lynchs Projekt keine weiteren Zuschüsse gewähren. Man stelle die technischen Mittel weiterhin zur Verfügung, wenn sich der Regisseur selbst um die Finanzierung der Dreharbeiten kümmere, hieß es. Lynch geriet in tiefe Verzweiflung und spielte mit der Idee, die restlichen Szenen mit kleinen Puppen als Animation zu realisieren. „[Ich wollte] einen zwanzig Zentimeter großen Miniatur-Henry bauen und ihn per Trick durch Miniatursets aus Pappe laufen lassen, um die fehlenden Szenen einzubauen“, erinnert er sich. Der Gedanke wurde aber schnell wieder verworfen. Nach einjähriger Drehpause konnte die Produktion im Mai 1974 fortgesetzt werden, als es Lynch gelang, sich Geld von Freunden und Familie zu borgen. Außerdem arbeitete er jeden Tag um Mitternacht für zwei Stunden als Zeitungsbote und trug für 48 Dollar die Woche das Wall Street Journal aus.
Nachdem man alle Szenen im Kasten hatte, musste nun der Ton kreiert werden. Das AFI setzte Lynch und Splet eine nicht einhaltbare Deadline und danach beide sprichwörtlich vor die Tür. Sie richteten sich daraufhin ein Tonstudio in einer Garage ein, wo von Sommer 1975 bis Frühling 1976 am Ton und Soundtrack zu Eraserhead gearbeitet wurde. Unterdessen drehte Elmes noch fehlende Szenen mit dem The Man in the Planet in seinem eigenen Wohnzimmer nach. Endgültig fertiggestellt wurde der Film nach vierjähriger Arbeit dann im Sommer 1976.

## Veröffentlichung und Rezeption

### Erste Aufführungen und zeitnahe Kritiken
David Lynch versuchte im Sommer 1976 Eraserhead für den Wettbewerb der Internationalen Filmfestspiele in Cannes anzumelden, verpasste aber das nach New York eingereiste französische Auswahlkomitee. Wenig später wurde seine Anmeldung für das New York Film Festival abgelehnt. Motiviert durch seine zukünftige Frau Mary Fisk reichte Lynch seinen Film bei dem Los Angeles Film Festival Filmex ein. Dort wurde Eraserhead am 19. März 1977 in einer 108-minütigen Fassung uraufgeführt, die Lynch im Nachhinein auf 89 Minuten kürzte. Grund dafür war die Reaktion im Vorführsaal, die ihm deutlich gemacht hatte, dass das letzte Drittel des Films zu langwierig und langsam war.

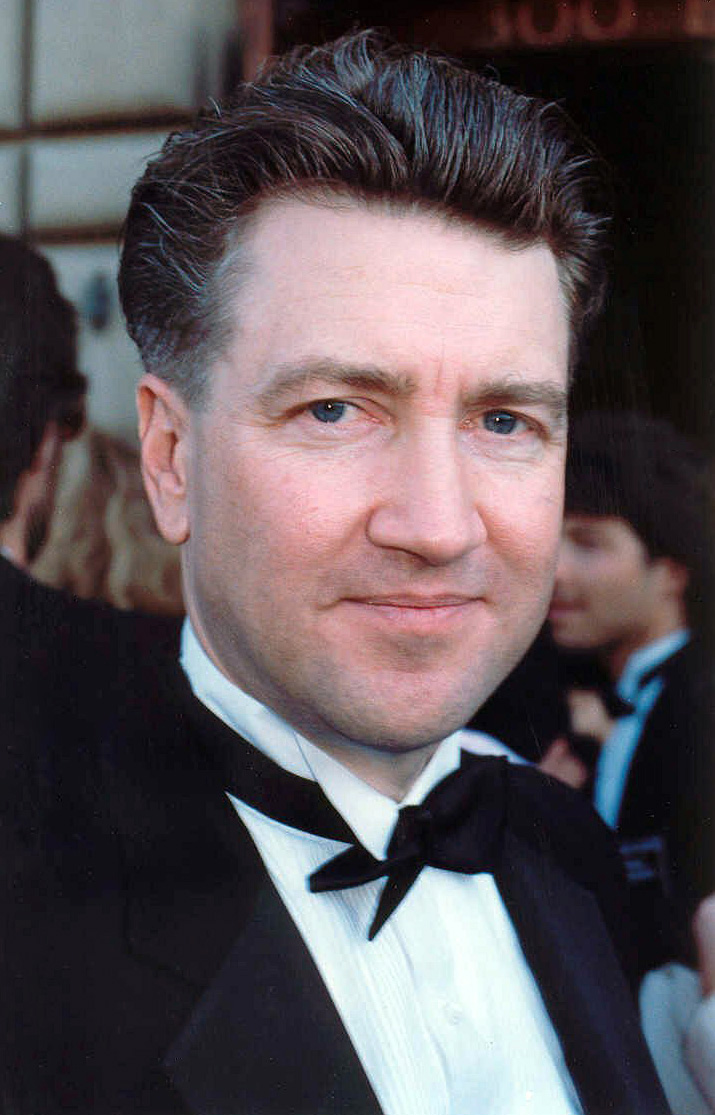
Autor und Regisseur David Lynch 1990 – 13 Jahre nach der Uraufführung von Eraserhead.

Die erste öffentliche Besprechung im US-amerikanischen Filmblatt Variety war ein Verriss. In der New York Times sah Tom Buckley in dem Film lediglich einen „düsteren hochtrabenden Schocker“. Der Kritiker Jim McBridge bezeichnete den Film als „unerträglich geschmacklose Erfahrung“. Des Weiteren unterstellte er Eraserhead eine unzureichende Handlung und fehlende Subtilität. Trotzdem sollte die Festival-Vorführung Lynchs künstlerischen Durchbruch bedeuten. Ben Bahrenholz, unabhängiger Filmverleiher aus New York, der mit so genannten Mitternachtsvorstellungen in Off-Kinos bekannt geworden ist, wurde auf Lynchs Film aufmerksam und nahm ihn alsbald in sein Programm auf. Noch im selben Jahr im Herbst wurde der Film im Cinema Village in New York City aufgeführt. 25 Leute besuchten die erste Vorstellung, 23 oder 24 die zweite. Nach diesem beschwerlichen Start wurde Eraserhead jedoch zu einem Mitternachts-Underground-Geheimtipp und lief bis 1982 in 17 US-amerikanischen Städten mit einer Anzahl von 32 Kopien. Außerdem wurde der Film parallel auf diversen Festivals gezeigt. Dazu gehörten das Chicago International Film Festival, das Londoner Filmfestival, das internationale Filmfestival Fantasporto und das Avoriaz Fantastic Film Festival, wo Lynch den Jury-Preis gewinnen konnte. Seine Deutschland-Premiere erlebte der Film im Herbst 1978 bei den Hofer Filmtagen.
Ab 1979 wurde der Film verstärkt auch von Filmkritikern in Großbritannien und Deutschland besprochen. Die Rezensionen fielen überwiegend positiv aus und sahen in Eraserhead einen „künstlerisch ambitionierte[n] Film“, der in der Tradition des europäischen Autorenkinos stehe und dem Surrealismus und Expressionismus nahe komme. Nigel Andrews meinte in der The Financial Times, der Film provoziere „Schock, Freude, Übelkeit und Schwindel erregendes Unverständnis“. Hans-Christoph Blumenberg verbildlichte dies, indem er den Film mit einer Eiterbeule gleichsetzte, „aus der sacht eine ekelhafte Flüssigkeit tropft“. Und Paul Taylor kam im Monthly Film Bulletin Anfang 1979 zu dem Schluss: „Eraserhead ist ein Film, den man erleben statt erfahren sollte.“ Helmut W. Banz bezeichnete den Film in der Zeit vom 14. Dezember 1979 gar als „Kultfilm der kommenden Jahre“. Er sei von „verstörende[r] Faszination“, besitze eine „unheilvolle Vieldeutigkeit der Bilder“ und eine „bedrängende Intensität des Tons“.
Auch Bernd Schultz von der Cinema sprach 1984 von einem Kultfilm, der ein „faszinierende[s] Machwerk“ sei. Darüber hinaus beschäftigte er sich mit dem Genre Eraserheads und war der Ansicht, der Film sei Science-Fiction-, Punk- und Horror-Film zugleich. Verglichen wurde Eraserhead vor allem mit dem surrealistischen Werk Ein andalusischer Hund (1929) von Luis Buñuel und Salvador Dalí, Alien (1979) von Ridley Scott sowie Zombie (1978) von George A. Romero.

### Neue Fassung und Erfolg
Georg Seeßlen meinte 1993 im epd-Film, Lynchs Werk habe auch über die Jahre nichts „von seiner bizarren Schönheit, dieser elegischen Darstellung eines depressiven Schubs oder eines schlechten Trips“ eingebüßt.
Im Sommer 1994 kam Eraserhead in einer neuen Fassung mit überarbeitetem Ton (Dolby Stereo) neu in die Kinos. Lynch dazu: „Die Tontechnik [hat sich] enorm weiterentwickelt, und deshalb wollten Alan Splet [...] und ich diesen Film, in dem der Ton so eine entscheidende Rolle spielt, von dieser Entwicklung im nachhinein profitieren lassen. [...] Der Ton ist exakt der gleiche wie in der ursprünglichen Version, aber dank der neuen Technik fliegen einem jetzt in einem Kino mit guter Tonlage, guter Leinwand und absolut dunklem Saal die Sachen mit voller Wucht um die Ohren!“ Die rund 20.000 US-Dollar Produktionskosten wurden dabei alleine in den USA mit etwa sieben Millionen US-Dollar wieder eingespielt. Größere Popularität konnte der Film auch dadurch erreichen, dass Regisseure wie Stanley Kubrick oder John Waters Lynchs Werk als einen ihrer Lieblingsfilme bezeichneten. Der Schweizer Künstler HR Giger lobte den Film ebenfalls, indem er von dem besten Film sprach, den er je gesehen habe.
2004 wurde der Film in die Liste der National Film Registry integriert. Sie kümmert sich „um die Erhaltung kulturell, historisch und ästhetisch wertvoller Filme in den USA“. Das Filmmagazin Premiere nahm Eraserhead in seine Liste der The 25 Most Dangerous Movies Ever Made auf und Entertainment Weekly Magazine in seine The Top 50 Cult Movies auf Platz 14. 2010 landete Lynchs erster Spielfilm hinter Orson Welles Citizen Kane auf Platz 2 der Liste der 100 Best First Feature Films of All Time der Online Film Critics Society. Der Film wird seit seiner Erscheinung regelmäßig auf diversen internationalen Filmfestivals aufgeführt.

### Nachwirkung
Eraserhead hatte Einfluss auf diverse Filme renommierter Regisseure wie z. B. Shining (1980) von Stanley Kubrick, Tetsuo: The Iron Man (1989) von Shin’ya Tsukamoto, Begotten (1990) von E. Elias Merhige und Pi (1998) von Darren Aronofsky. Des Weiteren hatte Lynchs Werk auch eine Wirkung auf Arbeiten von David Cronenberg oder Terry Gilliam. In dem 2009 erschienenen Film Splice – Das Genexperiment von Vincenzo Natali geht es ebenfalls um die Kreation/Geburt eines Monster-Babys.
Mittlerweile ist der Film in die Popkultur eingezogen. So interpretierten die Pixies das Lied, das die Frau hinter dem Heizkörper singt, als In Heaven auf der EP Pixies (2002). Dieser Heizkörper-Song, geschrieben und interpretiert durch Peter Ivers für den Film, ist mehrmals gecovert worden. Keith Kenniff, amerikanischer Komponist und Produzent, benutzte ihn für sein Album Ayres und Zola Jesus coverte den Song ebenfalls unter dem Titel Lady in the Radiator. Weiterhin heißt es in dem Lied Too Drunk To Fuck der kalifornischen Politpunkband Dead Kennedys: „You bawl like the baby in Eraserhead“.
Eine weitere Interpretation des "Heizkörper-Songs" gibt es von der Industrialband S.I.N. (Secrets of Industrialized Noise), bei besagter Formation hieß der Song "Heaven*3 Mask Men" und ist 1993 auf dem CD-Album "S.I.N." unter EMI Electrola GmbH erschienen. Darüber hinaus gibt es noch zwei weitere interessante Cover-Versionen dieses Liedes: Als erstes von der Post Industrial Band Haus Arafna, bei erwähnter Formation ist "In Heaven" 1998 auf dem CD-Album "Children of God" bei GALAKTHORRÖ erschienen. Und die zweite Cover Version von "Heaven" ist von der New Wave Band Norma Loy und wurde 2009 auf dem CD-Album "Rewind/T-Vision" bei Infrastition veröffentlicht.

## Interpretation

### Sui generis
Eraserhead bildet eine in sich abgeschlossene Filmrealität. Es ist ein Film, der „nach innen gerichtet“ ist, d. h., der mehr auf sich selbst ausgerichtet ist als auf den Zuschauer. Es werde eine Welt geschaffen, die mit eigenen Gesetzen und eigener Logik funktioniere, meint der Filmpublizist Robert Fischer. Der Zuschauer sitzt direkt im Kopf des Henry Spencer und bekommt somit das Innenleben dieser Figur mit. Dabei handelt es sich um eine völlig verfremdete, bizarre und absurde Welt, die der Eigenlogik des Protagonisten entstammt. Unterstützt wird diese Sichtweise durch eine Aussage Lynchs, die auch auf die autobiografischen Züge hinweist: „Ich habe Eraserhead gespürt, nicht gedacht. Es war ein stiller Vorgang: von meinem Inneren auf die Leinwand.“
Diese Tatsache lässt den Film als völlig eigenständiges Werk erscheinen, als „completely sui generis“, wie es ein Kritiker der Film Quarterly nannte. Demnach ist es äußerst schwierig, Eraserhead zu klassifizieren. Es wird von einer pränatalen Wahrnehmungsfantasie, von einem Horrorfilm, einer Schleim-Orgie, einer makabren Komödie, einem Science-Fiction-Film, einem Sozialdrama, einem Punk-Film oder auch von dem „letzte[n] Avantgardefilm der Filmgeschichte“ gesprochen.
Der Sui generis-Charakter des Films mit seiner Eigenlogik und verfremdeten Welt weist direkt auf eine andere Ebene des Films hin: das Spiel mit Traum und Wirklichkeit.

### Traum und Wirklichkeit
Die Vermischung von Traum und Wirklichkeit sowie (surrealistische) Traumlandschaften, die beide einen wichtigen Platz in späteren Filmen von David Lynch einnehmen, kommen hier erstmals ganz explizit zum Vorschein.
In Eraserhead gibt es maßgeblich drei Elemente, die auf träumerische Ebenen hindeuten: Erstens die kognitive Unzuverlässigkeit des Erzählens, zweitens der Vergleich von Lynchs Film mit der erlebten Alltagswelt und drittens die fließenden Übergänge und Grenzen zwischen verschiedenen Welten bzw. Wirklichkeitsebenen.
Das erste Element wird unter anderem durch die Nichtlokalisierbarkeit von Raum und Zeit gestützt. Dieser Aspekt lässt an das Absurde Theater, eine Strömung der Nachkriegszeit denken. Während des gesamten Films ist es beispielsweise völlig unklar, zu welcher Zeit er überhaupt spielt. Kleider, Räumlichkeiten und der Music-Hall-Sound „verweisen auf die US-amerikanische Unterschicht in der Zeit zwischen 1910 und 1950“ – eine Bestätigung gibt es aber nicht. Des Weiteren wirken Henrys Haus und das von Marys Eltern unnatürlich platziert, quasi genau innerhalb eines Industriegebiets. Eine nachvollziehbare urbane Struktur ist nicht vorhanden; dies weist somit auf eine völlig bizarre Wohnsituation hin. Menschen sind vor Henrys Haus nicht zu sehen, ebenso wenig wie auf dem Weg zu Marys Eltern. „Erklärungsansätze für das Zustandekommen dieser urbanen Lebenssituation“ bietet der Film nicht. Darüber hinaus legen die fehlende Handlungseinheit, die Vielzahl scheinbar unmotivierter Szenen und die Diskrepanz zwischen Bild und Ton einen Traum nahe. Auf der Tonspur ist ein ständiges Stampfen und Pochen zu hören, ein andauernder „maschineller Klangteppich“. Mal passt er zur gerade gezeigten Szene (als Henry am Industriegebiet vorbei nach Hause geht, ertönen arbeitende Maschinen), mal wieder nicht, z. B. wenn das Maschinengeräusch auch im Zimmer zu hören ist. Physischer Ton und Raum stehen nicht immer in einem logischen Verhältnis zueinander – Verfremdung ist die Folge.
Das zweite Element ergibt sich aus dem Vergleich, den der Zuschauer zwischen Lynchs Filmwelt und der eigen erfahrenen Alltagswelt zieht. Die während Eraserhead erfahrene Inkohärenz und Unstimmigkeit führen beim Betrachter zu einem „Gefühl der Desorientierung, des Ausgeliefertseins und letztlich der Angst.“ Die gezeigten Menschen verhalten sich auf eine äußerst merkwürdige Art und Weise. Als Henry zum Essen bei Marys Eltern eingeladen ist, verhält sich der Vater beispielsweise extrem seltsam. Er versucht, sich seinem Schwiegersohn adäquat vorzustellen, scheitert aber völlig daran. Marys Vater wirkt wie eine emotional gestörte Persönlichkeit, die ihre Gefühle der jeweiligen Situation nicht anzupassen weiß. Stattdessen schlüpft er in verschiedene Rollen, die er willkürlich zu wechseln scheint.
Das dritte Element ist die wohl am nächsten liegende Verbindung zu einer imaginierten Welt, denn im Film wird nicht explizit zwischen Wirklichkeit und Traum unterschieden. Die Übergänge zwischen beiden Welten sind fließend, die Grenzen verschwommen. Das beste Beispiel bildet wohl die Sequenz, in der Henry auf seinem Bett liegt und in den Heizkörper starrt, hinter dem plötzlich eine Bühne erscheint. Nun taucht die Kamera in die Welt der Frau hinter dem Heizkörper ab. Dieser Gegenstand dient also als eine Art „Übergangsort zwischen den Welten.“ Lynch scheint es darum zu gehen, Wirklichkeit und Traum untrennbar miteinander zu verbinden. Unterschieden werden können in Eraserhead drei Wirklichkeitsebenen: Henrys Leben, die Welt hinter der Heizung und der Mann, der auf einem anderen Planeten haust. Das Irritierende dabei ist, dass alle Ebenen fließend ineinander übergehen.
Der Filmjournalist Charles Martig meint zur Rolle des Traums in Lynchs Arbeit: „[Es geht] um die Dekomposition des vertrauten Seh- und Hörraumes. Sie [die Traumsequenzen] führen als Bewegung der Irrealisierung zu einem seltsamen Zwischenzustand, einer eigenen Raum-Zeit, die man als Lynch-Universum bezeichnen kann.“

### Henry Spencer und die Sexualität
Eraserhead wird oft als „Spiegel der inneren Verfasstheit des [Protagonisten]“ verstanden. Henrys Ängste werden durch die verfremdeten, teils surrealistischen Bilder offenbart. Er wirkt für sein Alter sehr kindlich und naiv, als wäre er noch „nicht erwachsen, nicht zu Ende geboren“. In der Tat verhält sich Henry nicht wie ein selbstbewusster junger Mann, der ein erfolgreiches soziales und sexuelles Leben führt und eine Familie beschützen und ernähren kann. Fischer meint, dieses Verhalten komme von der „Beschwörung eines pränatalen Zustands, [der] Sehnsucht nach der Geborgenheit im Mutterleib, verbunden mit der Angst vor dem Akt der Geburt, mit der Angst, als hilfloses Wesen in eine wie auch immer geartete und wie auch immer aussehende Welt gestoßen zu werden“. Henry würde am liebsten nicht dem Gebot folgen: Verlasse die Familie und gründe deine eigene. Am liebsten wäre er im Mutterleib geblieben und durch diesen Wunsch dringt er im Film auf einer abstrakten Ebene, „immer tiefer in ihn ein, bis zum Punkt, an dem er gezeugt wurde, bis zu einer neuerlichen Vereinigung, zwischen Mutter und Vater diesmal.“
Die Tötung des Babys, das als eine Art Phallussymbol fungiert, wird in diesem Zusammenhang auch als Negierung der Sexualität Henrys begriffen, als eine Art Selbstkastration. Indem er das „Penis-Baby“ umbringt, befreit er sich von seiner Angst vor der eigenen Sexualität. Doch das Baby, also der Geschlechtstrieb, stellt sich am Ende stärker als der Kopf heraus: Es stößt in einer Sequenz sogar Henrys Kopf von den Schultern und setzt sich an dessen Stelle. Das Baby stirbt durch seine Vernichtung nicht, „sondern [weitet] sich ins Kosmische [aus], während der Kopf zerkleinert wird zu Instrumenten, zu Radiergummis.“
Die Frau (Fee) auf der Bühne hinter dem Heizkörper dient Henry als Projektionsfläche von Eskapismus, es ist ein Zufluchtsort vor den sexuellen Problemen. Dort findet er letztendlich auch so etwas wie Erlösung „in der in strahlendes Weiß getauchten Umarmung der Fee“.

### Absurdität und Humor
Die absurden Momente in Eraserhead lassen an das absurde Theater von Eugène Ionesco oder Samuel Beckett denken, aber auch an Filme von Jacques Tati unter anderem durch „die extremen Erfahrungen von Geschwindigkeit und Langsamkeit sowie die Bedeutung der Tonspur“. Der Film ist durch seine Absurdität streckenweise lustig. So wenn Henry einen Aufzug betritt und eine Ewigkeit reglos wartet, bis sich endlich die Türe schließt. Die teils naive und unbeholfene Verkörperung von Jack Nance erinnert an Stummfilmkomiker à la Harry Langdon. Der Kritiker David Cheal sieht den Film gar als eine „Parodie auf das Familienleben“.
Neben diesen humoristischen Einlagen ist vor allem das Abendessen bei Marys Eltern als Paradebeispiel für das absurde Theater anzuführen. Lynch erreicht dies, indem er auf Kommunikationsproblemen aufbaut, die wie die Traumsequenzen ein fester Bestandteil des Lynchschen Œuvres sind. Während des Essens stöhnt und sabbert die Mutter, das Gespräch zwischen Vater und Schwiegersohn beschränkt sich auf das Minimale und zuvor im Wohnzimmer bekommt Mary „eine Art epileptischen Anfall, bei dem sie ihr Gesicht verzieht, sich verkrampft und stöhnt, um kurz danach das Gespräch fortzusetzen.“ Auch scheinen die verschiedenen Charaktere oftmals aneinander vorbeizureden. Motive und Ursachen für das Handeln und Verhalten der Figuren bleiben völlig unklar, sie erscheinen rein willkürlich. Kommunikation wird als gescheitert dargestellt, als Ausdrucksmittel wird sie pervertiert. Da überrascht es kaum, dass im Film nur sehr wenige Dialoge existieren – die ersten zehneinhalb Minuten wird kein einziges Wort gesprochen.